# Васин, Евгений Михайлович
Евгений Михайлович Васин (укр. Євген Михайлович Васін; род. 7 ноября 1936 года, с. Рыбное Московской области РСФСР) — украинский инженер-механик и государственный деятель, депутат Верховной рады Украины I созыва (1990—1994).

## Биография
Родился 7 ноября 1936 года в селе Рыбное ныне Дмитровского района Московской области в рабочей семье. 
Окончил Одесский политехнический институт по специальности «инженер-механик».
С 1960 году работал инженером-конструктором, заместителем начальника, начальником цеха Горловского машиностроительного завода. С 1969 года был мастером, затем инженером-конструктором, главным механиком, заместителем главного инженера, главным инженером Полтавского тепловозоремонтного завода. С 1985 года занимал должность начальник Полтавского филиала Полтавского проектно-конструкторского бюро по ремонту локомотивов, с 1988 года являлся директором Полтавского тепловозоремонтного завода.
В 1990 году в ходе первых альтернативных парламентских выборов в Украинской ССР был выдвинут кандидатом в народные депутаты трудовым коллективом Полтавского тепловозоремонтного завода, 18 марта 1990 года во втором туре был избран народным депутатом Верховного совета Украинской ССР XII созыва (в дальнейшем — Верховной рады Украины I созыва) от Ленинского городского избирательного округа № 316 г. Полтавы, набрал 49,36 % голосов среди 8 кандидатов. В парламенте входил в депутатскую группу «За советскую суверенную Украину», был членом комиссии по вопросам развития базовых отраслей народного хозяйства. Депутатские полномочия истекли 10 мая 1994 года.
С 1994 года был главным экономистом АО «Тепловозоремонтный завод».
Женат, имеет двоих детей.